# Надвірнянська міська рада
Надвірнянська міська́ ра́да — адміністративно-територіальна одиниця та орган місцевого самоврядування в Надвірнянському районі Івано-Франківської області. Адміністративний центр — місто Надвірна.

## Загальні відомості
- Територія ради: 25,53 км²
- Населення ради: 22 344 особи (станом на 2015 рік)
- Територією ради протікає річка Бистриця

## Населені пункти
Міській раді підпорядковані населені пункти:
- м. Надвірна

## Склад ради
Рада складається з 38 депутатів та голови.
- Голова ради: Андрійович Зіновій Мирославович
- Секретар ради: Пекарський Тарас Миколайович

### Керівний склад попередніх скликань
| Прізвище, ім'я, по батькові     | Основні відомості                                               | Дата обрання | Дата звільнення |
| ------------------------------- | --------------------------------------------------------------- | ------------ | --------------- |
| Андрійович Зіновій Мирославович | Міський голова, 1972 року народження, освіта вища, безпартійний | 26.03.2006   | 31.10.2010      |
| Андрійович Зіновій Мирославович | Міський голова, 1972 року народження, освіта вища, безпартійний | 31.10.2010   |                 |

Примітка: таблиця складена за даними сайту Верховної Ради України

### Депутати
За результатами місцевих виборів 2010 року депутатами ради стали:

#### За суб'єктами висування
| Суб'єкт висування                                       | Кількість обраних депутатів | %    |
| ------------------------------------------------------- | --------------------------- | ---- |
| Політична партія Всеукраїнське об'єднання «Свобода»     | 10                          | 26,3 |
| Політична партія Всеукраїнське об'єднання «Батьківщина» | 7                           | 18,4 |
| Політична партія «Наша Україна»                         | 5                           | 13,2 |
| Партія регіонів                                         | 4                           | 10,5 |
| Політична партія «Фронт Змін»                           | 4                           | 10,5 |
| Політична партія «Громадянська позиція»                 | 3                           | 7,9  |
| Громадянська партія «Пора»                              | 1                           | 2,6  |
| Партія «Демократичний Союз»                             | 1                           | 2,6  |
| Політична партія Народний Рух України                   | 1                           | 2,6  |
| Політична партія «Сильна Україна»                       | 1                           | 2,6  |
| Українська Народна Партія                               | 1                           | 2,6  |

#### За округами
| № округу                                                | Прізвище, ім'я, по батькові    | Дата визнання обраним | Освіта           | Партійна приналежність                        | Відомості про обраного депутата                                                    |
| ------------------------------------------------------- | ------------------------------ | --------------------- | ---------------- | --------------------------------------------- | ---------------------------------------------------------------------------------- |
| Громадянська партія «ПОРА»                              |                                |                       |                  |                                               |                                                                                    |
| 8                                                       | Пекарський Тарас Миколайович   | 04.11.2010            | вища             | член Громадянської партії «ПОРА»              | Прикарпатське УБР, інженер з охорони навколишнього середовища                      |
| Партія «Демократичний Союз»                             |                                |                       |                  |                                               |                                                                                    |
| 14                                                      | Угринюк Володимир Юрійович     | 04.11.2010            | вища             | член Партії «Демократичний Союз»              | КП «Руднєватеплоенерго», директор                                                  |
| Партія регіонів                                         |                                |                       |                  |                                               |                                                                                    |
| б/м                                                     | Дем'янчук Ігор Романович       | 05.11.2010            | вища             | позапартійний                                 | Івано-Франківська обласна колегія адвокатів, адвокат                               |
| б/м                                                     | Янцюк Василь Миколайович       | 05.11.2010            | вища             | член Партії регіонів                          | ТзОВ «Струмок», директор                                                           |
| б/м                                                     | Іроденко Степан Степанович     | 05.11.2010            | вища             | член Партії регіонів                          | МП «Комета», директор                                                              |
| 17                                                      | Вінтоняк Тарас Мирославович    | 04.11.2010            | вища             | позапартійний                                 | Івано-Франківська ОДА, заступник начальника управління спорту                      |
| Політична партія Всеукраїнське об'єднання «Батьківщина» |                                |                       |                  |                                               |                                                                                    |
| б/м                                                     | Траско Любомир Ілліч           | 05.11.2010            | вища             | позапартійний                                 | парафія УПЦ КП, священик                                                           |
| б/м                                                     | Мажак Роман Павлович           | 05.11.2010            | вища             | член Всеукраїнського об'єднання «Батьківщина» | приватний підприємець                                                              |
| б/м                                                     | Яновський Андрій Ярославович   | 05.11.2010            | вища             | член Всеукраїнського об'єднання «Батьківщина» | ТОВ "Корпорація «Смарагд Прикарпаття», директор                                    |
| б/м                                                     | Боднарук Іван Миколайович      | 23.11.2010            | вища             | член Всеукраїнського об'єднання «Батьківщина» | НГВУ Надвірнафтогаз, начальник СЕРБ                                                |
| 15                                                      | Кілянський Зіновій Михайлович  | 04.11.2010            | вища             | член Всеукраїнського об'єднання «Батьківщина» | ЛК Інтерплит Надвірна, начальник цеху                                              |
| 16                                                      | Половко Степан Юрійович        | 04.11.2010            | вища             | член Всеукраїнського об'єднання «Батьківщина» | НГВУ Надвірнафтогаз, інженер                                                       |
| 18                                                      | Байдак Наталія Іванівна        | 14.11.2010            | вища             | позапартійна                                  | НГВУ Надвірна-нафтогаз, худ.керівник                                               |
| Політична партія Всеукраїнське об'єднання «Свобода»     |                                |                       |                  |                                               |                                                                                    |
| б/м                                                     | Ільків Назар Богданович        | 05.11.2010            | вища             | член Всеукраїнського об'єднання «Свобода»     | ТОВ "Корпорація «Смарагд Прикарпаття», начальник відділу збуту                     |
| б/м                                                     | Гринішак Володимир Юрійович    | 05.11.2010            | вища             | член Всеукраїнського об'єднання «Свобода»     | відділ культури і туризму Надвірнянської міської ради, інженер з охорони праці     |
| б/м                                                     | Лазорко Назар Ярославович      | 05.11.2010            | вища             | член Всеукраїнського об'єднання «Свобода»     | Тернопільський НЕУ, студент                                                        |
| б/м                                                     | Кашуба Микола Васильович       | 05.11.2010            | вища             | член Всеукраїнського об'єднання «Свобода»     | Івано-Франківський національний технічний університет нафти і газу, аспірант       |
| б/м                                                     | Вирстюк Андрій Васильович      | 05.11.2010            | вища             | член Всеукраїнського об'єднання «Свобода»     | тимчасово не працює                                                                |
| 1                                                       | Спасюк Валерій Миколайович     | 04.11.2010            | вища             | член Всеукраїнського об'єднання «Свобода»     | тимчасово не працює                                                                |
| 3                                                       | Зеленчук Дмитро Іванович       | 04.11.2010            | вища             | член Всеукраїнського об'єднання «Свобода»     | ПП «Зеленпол», директор                                                            |
| 7                                                       | Туєшин Олег Володимирович      | 04.11.2010            | вища             | член Всеукраїнського об'єднання «Свобода»     | СПД, приватний підприємець                                                         |
| 9                                                       | Бучко Ольга Ярославівна        | 04.11.2010            | вища             | член Всеукраїнського об'єднання «Свобода»     | Надвірнянська ЦРЛ, лікар-стоматолог                                                |
| 10                                                      | Кащенко Ірина Григорівна       | 04.11.2010            | вища             | член Всеукраїнського об'єднання «Свобода»     | СПД, приватний підприємець                                                         |
| Політична партія «Громадянська позиція»                 |                                |                       |                  |                                               |                                                                                    |
| 5                                                       | Веселовський Віктор Михайлович | 04.11.2010            | вища             | член Політичної партії «Громадянська позиція» | Надвірнянське УЕГГ, інженер                                                        |
| 6                                                       | Будзак Василь Романович        | 04.11.2010            | незакінчена вища | член Політичної партії «Громадянська позиція» | ПрАТ "СК «Альфа Страхування», менеджер                                             |
| 12                                                      | Нечвідова Олена Олександрівна  | 04.11.2010            | вища             | член Політичної партії «Громадянська позиція» | ТРК «Надвірна», головний редактор                                                  |
| Політична партія Народний Рух України                   |                                |                       |                  |                                               |                                                                                    |
| 13                                                      | Заяць Тарас Іванович           | 04.11.2010            | вища             | позапартійний                                 | НГВУ Надвір-нанафтогаз, майстер                                                    |
| Політична партія «Наша Україна»                         |                                |                       |                  |                                               |                                                                                    |
| б/м                                                     | Сегін Євген Володимирович      | 05.11.2010            | вища             | член Політичної партії «Наша Україна»         | Надвірнянська лікарня, лікар анестезіолог                                          |
| б/м                                                     | Шенцель Ірина Богданівна       | 05.11.2010            | вища             | член Політичної партії «Наша Україна»         | АКБ «Плюс Банк», начальник відділу ОКР                                             |
| б/м                                                     | Андрійович Андрій Мирославович | 05.11.2010            | вища             | позапартійний                                 | приватний підприємець                                                              |
| 4                                                       | Страхов Іван Михайлович        | 04.11.2010            | вища             | член Політичної партії «Наша Україна»         | приватний підприємець                                                              |
| 11                                                      | Вільчинська Ірина Михайлівна   | 04.11.2010            | вища             | член Політичної партії «Наша Україна»         | Надвірнянська загальноосвітня школа № 1, вчитель                                   |
| Політична партія «Сильна Україна»                       |                                |                       |                  |                                               |                                                                                    |
| 2                                                       | Возний Ігор Богданович         | 04.11.2010            | вища             | позапартійний                                 | ТОВ Вітчунай Україна, менеджер                                                     |
| Політична партія «Фронт Змін»                           |                                |                       |                  |                                               |                                                                                    |
| б/м                                                     | Зеленчук Богдан Іванович       | 05.11.2010            | вища             | член Політичної партії «Фронт Змін»           | ТзОВ "ЛК Інтерплит ", інженер                                                      |
| б/м                                                     | Гураш Марія Василівна          | 05.11.2010            | вища             | член Політичної партії «Фронт Змін»           | Надвірнянський РАГС, начальник відділу державної реєстрації актів цивільного стану |
| б/м                                                     | Новосельський Тарас Васильович | 05.11.2010            | вища             | член Політичної партії «Фронт Змін»           | ТзОВ"ЛК Інтерплит ", начальник відділу постачання                                  |
| б/м                                                     | Кисляк Мирон Васильович        | 05.11.2010            | вища             | член Політичної партії «Фронт Змін»           | ДАБК, м. Івано-Франківськ, головний державний інспектор                            |
| Українська Народна Партія                               |                                |                       |                  |                                               |                                                                                    |
| 19                                                      | Романишин Роман Петрович       | 04.11.2010            | вища             | член Української Народної Партії              | Надвірнянська загальноосвітня школа І-ІІІ ст. № 4, директор                        |